# 条华蜗牛
条华蜗牛（学名：Cathaica fasciola）为巴蜗牛科华蜗牛属的动物。目前仅知的分布范围是中国大陆的北京、山东，生活环境为陆地，多人工环境。。
条华蜗牛在2023年之前的鉴定都是不可知的，因为外形上他和红带华蜗牛贝壳上完全分辨不出来，只能通过解剖和分子手段。